# Clasa Jin

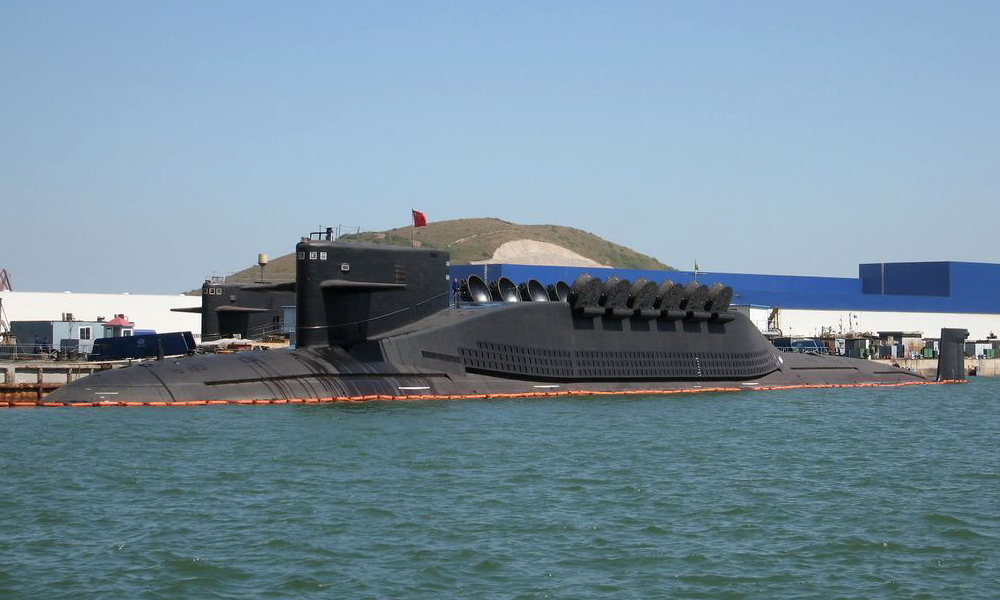
Clasa Jin

Clasa Jin (Tip 094, chineză: 晋级潜艇)) este o clasă de submarine strategice cu propulsie nucleară și rachete balistice (SSBN) a Marinei militare a Republicii Populare Chineze.
Este succesorul Clasei Xia (Tip 092), fiind mai mare și purtând 12 rachete balistice JL-2 cu capete de luptă nucleare multiple MIRV.